# Premi e riconoscimenti di Glenn Close
Questa è la lista dei premi e riconoscimenti ricevuti dell'attrice Glenn Close.

## Premi cinematografici e televisivi

### Principali
- Premio Oscar
  - 1983 – Candidatura alla miglior attrice non protagonista per Il mondo secondo Garp
  - 1984 – Candidatura alla miglior attrice non protagonista per Il grande freddo
  - 1985 – Candidatura alla miglior attrice non protagonista per Il migliore
  - 1988 – Candidatura alla miglior attrice per Attrazione fatale
  - 1989 – Candidatura alla miglior attrice per Le relazioni pericolose
  - 2012 – Candidatura alla miglior attrice per Albert Nobbs
  - 2019 – Candidatura alla miglior attrice per The Wife - Vivere nell'ombra[12]
  - 2021 – Candidatura alla miglior attrice non protagonista per Elegia americana[13]

- Golden Globe
  - 1985 – Candidatura alla miglior attrice in una mini-serie o film per la televisione per Quelle strane voci su Amelia
  - 1986 – Candidatura alla miglior attrice in un film commedia o musicale per Maxie
  - 1988 – Candidatura alla miglior attrice in un film drammatico per Attrazione fatale
  - 1992 – Candidatura alla miglior attrice in una mini-serie o film per la televisione per Sarah, Plain and Tall
  - 1996 – Candidatura alla miglior attrice in una mini-serie o film per la televisione per Costretta al silenzio
  - 1997 – Candidatura alla miglior attrice in un film commedia o musicale per La carica dei 101 - Questa volta la magia è vera
  - 2005 – Miglior attrice in una mini-serie o film per la televisione per The Lion in Winter - Nel regno del crimine
  - 2006 – Candidatura alla miglior attrice in una serie drammatica per The Shield
  - 2008 – Miglior attrice in una serie drammatica per Damages
  - 2010 – Candidatura alla miglior attrice in una serie drammatica per Damages
  - 2012 – Candidatura alla miglior attrice in un film drammatico per Albert Nobbs
  - 2012 – Candidatura alla miglior canzone originale (Lay Your Head Down) per Albert Nobbs
  - 2013 – Candidatura alla miglior attrice in una serie drammatica per Damages
  - 2019 – Miglior attrice in un film drammatico per The Wife - Vivere nell'ombra[14]
  - 2021 – Candidatura alla miglior attrice non protagonista per Elegia americana

- BAFTA
  - 1990 – Candidatura alla miglior attrice protagonista per Le relazioni pericolose
  - 2019 – Candidatura alla miglior attrice protagonista per The Wife - Vivere nell'ombra

- Screen Actors Guild Awards
  - 1996 – Candidatura alla miglior attrice in una miniserie o film per la televisione per Costretta al silenzio
  - 1998 – Candidatura alla miglior attrice in una miniserie o film per la televisione per La luce del crepuscolo
  - 2005 – Miglior attrice in una miniserie o film per la televisione per The Lion in Winter - Nel regno del crimine
  - 2008 – Candidatura alla miglior attrice in una serie drammatica per Damages
  - 2010 – Candidatura alla miglior attrice in una serie drammatica per Damages
  - 2011 – Candidatura alla miglior attrice in una serie drammatica per Damages
  - 2012 – Candidatura alla miglior attrice cinematografica per Albert Nobbs[15]
  - 2012 – Candidatura alla miglior attrice in una serie drammatica per Damages[15]
  - 2019 – Miglior attrice cinematografica per The Wife - Vivere nell'ombra[16][17]
  - 2021 – Candidatura alla miglior attrice non protagonista cinematografica per Elegia americana

- Premio Emmy
  - 1984 – Candidatura per la miglior attrice protagonista in una miniserie o film per Something about Amelia
  - 1991 – Candidatura per la miglior attrice protagonista in una miniserie o film per Sarah, Plain and Tall
  - 1991 – Candidatura per il miglior film per la televisione per Sarah Plain and Tall
  - 1993 – Candidatura per la miglior attrice protagonista in una miniserie o film per Skylark
  - 1995 – Miglior attrice protagonista in una miniserie o film per Costretta al silenzio
  - 1995 – Candidatura per il miglior film per la televisione per Costretta al silenzio
  - 1997 – Candidatura per la miglior attrice protagonista in una miniserie o film per La luce del crepuscolo
  - 2002 – Candidatura per la miglior attrice guest star in una serie commedia per Will & Grace
  - 2004 – Candidatura per la miglior attrice protagonista in una miniserie o film per The Lion in Winter - Nel regno del crimine
  - 2005 – Candidatura per la miglior attrice protagonista in una serie drammatica per The Shield
  - 2008 – Miglior attrice protagonista in una serie drammatica per Damages
  - 2009 – Miglior attrice protagonista in una serie drammatica per Damages
  - 2010 – Candidatura per la miglior attrice protagonista in una serie drammatica per Damages
  - 2012 – Candidatura per la miglior attrice protagonista in una serie drammatica per Damages

### Altri
- AACTA Award
  - 2012 - Candidatura come miglior attrice per Albert Nobbs
- Alliance of Women Film Journalists
  - 2012 - Female Icon Award per Albert Nobbs
  - 2012 - Most Egregious Love Interest Age Difference Award per Albert Nobbs
  - 2012 - Candidatura come Actress Defying Age and Ageism per Albert Nobbs

- Blockbuster Entertainment Awards
  - 1997 - Migliore attrice cinematografica per La carica dei 101 - Questa volta la magia è vera
  - 1998 - Migliore attrice cinematografica per Air Force One

- Chicago Film Critics Association
  - 1989 - Candidatura come miglior attrice per Le relazioni pericolose
- Critics' Choice Awards
  - 2019 – Miglior attrice protagonista per The Wife - Vivere nell'ombra (ex aequo con Lady Gaga)
- Festival internazionale del cinema di San Sebastián
  - 2011 - Premio Donostia alla carriera
- GLAAD Media Awards
  - 2002 - Excellence in Media Award
- Gracie Allen Award
  - 2008 - Miglior attrice protagonista in una serie drammatica per Damages
- Gotham Independent Film Awards
  - 2006 - Candidatura come miglior Cast per 9 vite da donna
- Hollywood Film Awards
  - 2011 - Hollywood Career Achievement Award
- Houston Film Critics Society
  - 2012 - Candidatura come miglior canzone per Albert Nobbs
- Irish Film and Television Award
  - 2012 - Miglior attrice internazionale Albert Nobbs
  - 2012 - Candidatura come miglior film per Albert Nobbs
  - 2012 - Candidatura come miglior sceneggiatura per Albert Nobbs
- Locarno Film Festival
  - 2005 - Leopardo di bronzo come migliore attrice per 9 vite da donna
- Los Angeles Film Critics Association
  - 1983 - Miglior attrice non protagonista per Il mondo secondo Garp
- Marvin Hamlisch Award
  - 2016 - Premio alla carriera
- Mostra internazionale d'arte cinematografica di Venezia
  - 1991 - Ciak d'oro come migliore attrice per Meeting Venus
- National Board of Review
  - 1983 - Miglior attrice non protagonista per Il mondo secondo Garp
- New York Film Critics Circle Awards
  - 1983 - Candidatura come migliore attrice non protagonista per Il mondo secondo Garp
- Obie Awards
  - 1982 - Miglior attrice per La singolare vita di Albert Nobbs
- Palm Springs International Film Festival
  - 2012 - Premio alla carriera

- Phoenix Film Critics Society Awards
  - 2012 - Candidatura come migliore attrice per Albert Nobbs
- People's Choice Awards
  - 1988 - Miglior attrice cinematografica per Attrazione fatale
- Satellite Awards
  - 1997 - Candidatura come migliore attrice per La carica dei 101 - Questa volta la magia è vera
  - 2001 - Candidatura come migliore attrice per La carica dei 102 - Un nuovo colpo di coda
  - 2007 - Candidatura come migliore attrice in una serie drammatica per Damages
  - 2008 - Candidatura come migliore attrice in una serie drammatica Damages
  - 2009 - Miglior attrice in una serie drammatica per Damages
  - 2012 - Miglior canzone originale per Albert Nobbs
  - 2012 - Candidatura come migliore attrice per Albert Nobbs
  - 2012 - Candidatura come migliore sceneggiatura non originale per Albert Nobbs
- Saturn Award
  - 1986 - Candidatura come migliore attrice Maxie
  - 1997 - Candidatura come migliore attrice non protagonista per La carica dei 101 - Questa volta la magia è vera
- Television Critics Association
  - 2008 - Individual Achievement in a Drama Damages
  - 2009 - Individual Achievement in a Drama per Damages
- Tokyo International Film Festival
  - 2012 - Migliore attrice per Albert Nobbs
- Women Film Critics Circle
  - 2012 - Courage in Acting - Taking on unconventional roles that radically redefine the images of women on screen per Albert Nobbs
  - 2012 - Candidatura come Women's Work: Best Ensemble per Albert Nobbs

## Premi teatrali
- Tony Award
  - 1980 - Candidatura per la miglior attrice non protagonista in un musical per Barnum
  - 1984 - Miglior attrice in un'opera teatrale per The Real Thing
  - 1992 - Miglior attrice in un'opera teatrale per La morte e la fanciulla
  - 1995 - Miglior attrice in un musical per Sunset Boulevard[18]

- Drama Desk Award
  - 1992 - Candidatura come migliore attrice in uno spettacolo teatrale per La morte e la fanciulla
  - 1995 - Miglior attrice in un musical per Sunset Boulevard

- Laurence Olivier Award
  - 2017 - Candidatura alla migliore attrice in un musical per Sunset Boulevard

- Outer Critics Circle Award
  - 2019 - Candidatura come migliore attrice protagonista in un'opera teatrale per Mother of the Maid

- Common Wealth Award of Distinguished Service
  - 2008 - Outstanding achievements in the dramatic arts

- Evening Standard Award
  - 2016 - Miglior performance in un musical per Sunset Boulevard

## Premi musicali
- Grammy Award
  - 1985 – Candidatura per il miglior album parlato per The Real Thing
  - 1988 – Candidatura per il miglior album per bambini per The Emperor and the Nightingale
  - 1989 – Candidatura per il miglior album per bambini per La leggenda della valle addormentata

## Riconoscimenti speciali
Nel 2009, al numero 7000 dell'Hollywood Boulevard, riceve una stella sulla celebre Hollywood Walk of Fame per il suo contributo all'industria cinematografica statunitense.